# Dimos Eordaia
Dimos Eordaia (Eordaia) är en kommun i Grekland.   Den ligger i prefekturen Nomós Kozánis och regionen Västra Makedonien, i den norra delen av landet, 300 km nordväst om huvudstaden Aten. Antalet invånare är 46 555.